# Markgräflerhof

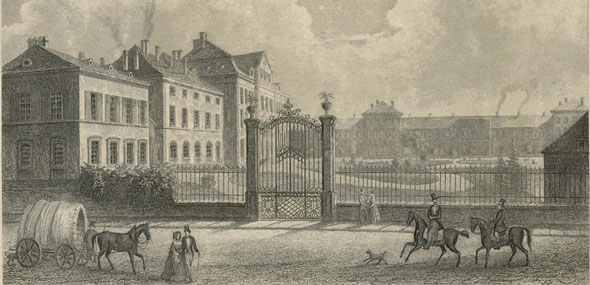
Markgräflerhof, Bild von 1845

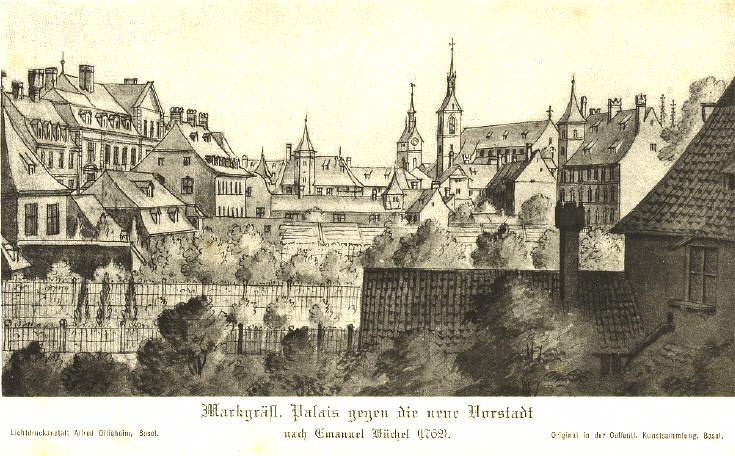
Markgräflerhof, Bild von 1762

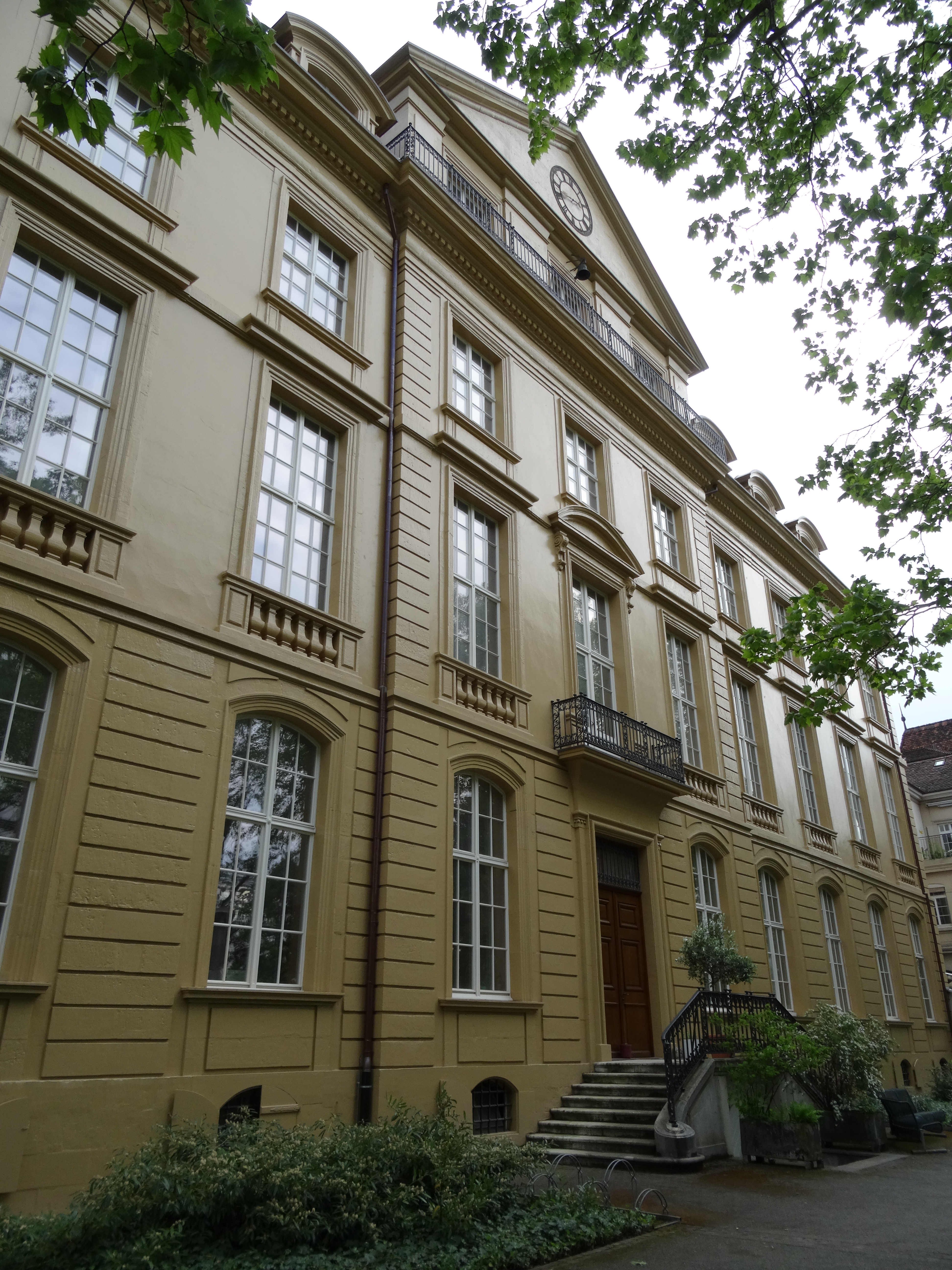
Fassade

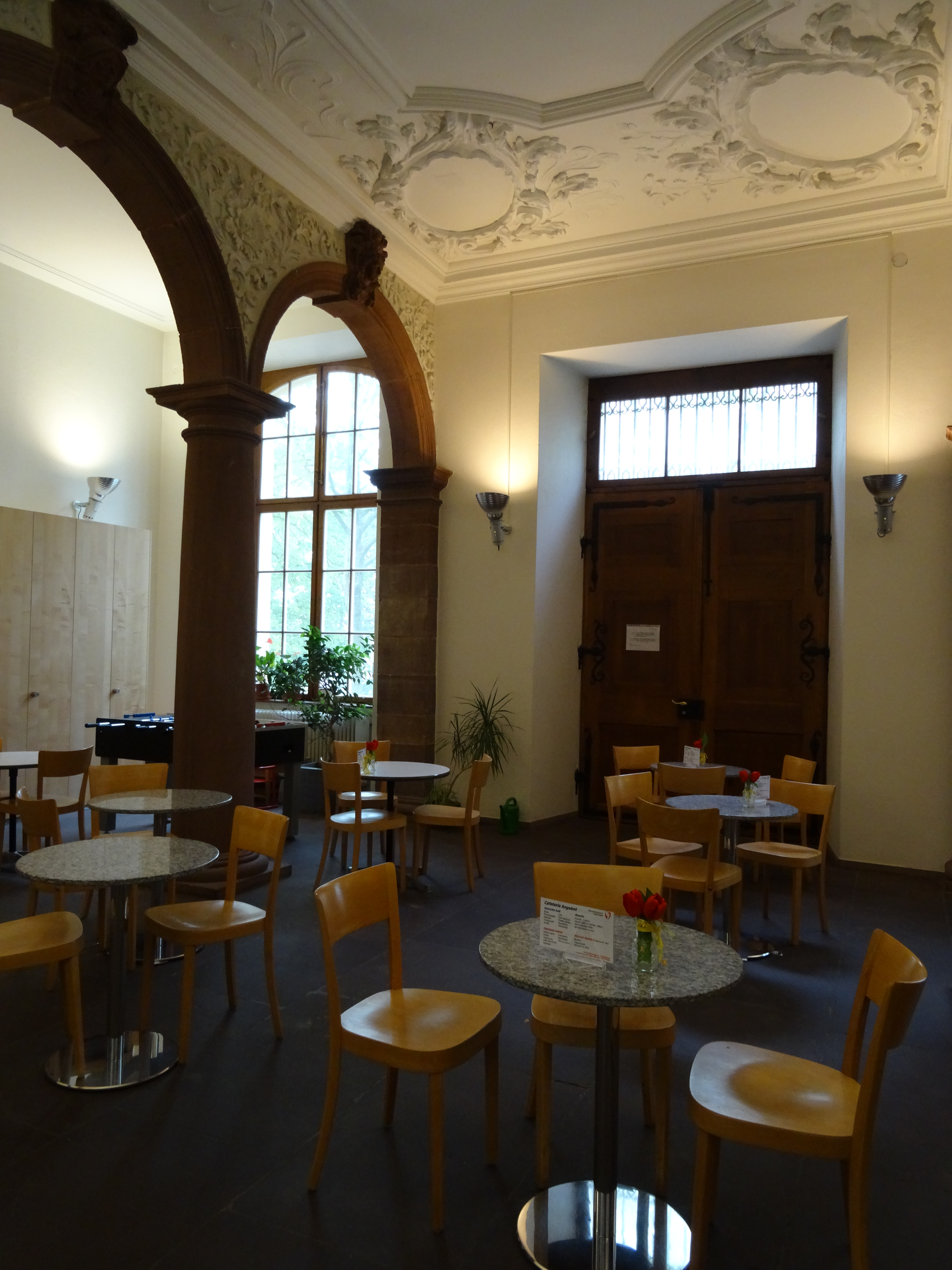
Eingangshalle

Der Markgräflerhof in Basel, den 1698 bis 1705 Markgraf Friedrich VII. Magnus von Baden-Durlach errichten liess, ist das älteste Barockpalais der Schweiz; es wird heute vom Universitätsspital Basel als Bürogebäude genutzt.

## Geschichte

### Von 1648 bis 1808
Am 1. März 1648 kaufte Markgraf Friedrich V. von Baden-Durlach in der Neuen Vorstadt (an der heutigen Hebelstrasse) den Bärenfelser- und den Eptinger-Hof.
1692 erwarb Markgraf Friedrich VII. Magnus von Baden-Durlach den angrenzenden Brandtmüllerhof, womit die Markgrafen zum größten Grundbesitzer in der Neuen Vorstadt wurden.
Da die Residenzen im eigenen Gebiet während des Pfälzischen Erbfolgekrieges (1688–1697) bis auf Schloss Augustenburg in Grötzingen schwer verwüstet worden waren, dienten die Basler Liegenschaften als Sitz der baden-durlachischen Exilregierung und als Refugium der Mitglieder der fürstlichen Familie.
In der Nacht auf den 24. Februar 1698 brannten die markgräflichen Häuser in der Vorstadt nieder. Das Feuer war zwischen ein und zwei Uhr im Zimmer des Küchenmeisters ausgebrochen und zu spät bemerkt worden. Der Markgraf und seine Familien brachten sich in der Nachbarschaft in Sicherheit, während eine Kammermagd umkam. Acht Tage nach dem Brand stürzte noch eine Giebelmauer ein und verschüttete den Keller.
Aufgrund der Gefahr eines neuerlichen Krieges mit Frankreich (Reunionspolitik), lag dem Markgrafen sehr daran rasch wieder einen sicheren Aufenthaltsort für ein allfälliges Exil zur Verfügung zu haben. Auf den Grundstücken der abgebrannten Häuser (Bärenfelser- und Eptinger-Hof) wurde bereits im April 1698 mit den Aufräumarbeiten begonnen und im Mai gab es einen ersten Entwurf für die Neubauarbeiten, den der Hüninger Bauunternehmer Augé vorlegte. Der Hüninger Ingenieur de Risse wurde als Bauinspektor angeheuert.
„Die Planung orientierte sich bis in Details an einem modernen französischen Stadthotel („hotel entre cour et jardin“), wie in Charles Augustin D’Avilers Vorlagenwerk „Cours d’architecture“ 1691 in Paris publiziert.“ Die architektonische Oberleitung bei der Bauausführung ist nicht gänzlich geklärt, wurde aber dem baden-durlachischen Hofbaumeister Thomas Lefèbvre zugeschrieben.
Am 16. Juli 1698 erfolgte die Grundsteinlegung. An der Detailplanung und den Maurerarbeiten waren auch Fachleute aus dem vor den Toren Basels liegenden Huningue beteiligt, wo nach dem Bau der französischen Festung Hüningen und deren Vorwerke auf der Schusterinsel Kapazitäten vorhanden waren. Der Markgraf beschäftigte beim Bau seiner Basler Residenz also auch jene die noch 1689 die Steine aus der Bastion Kapf des bereits 1678 durch die französische Armee zerstörten Burg Rötteln für den Straßenbau bei Hüningen abtransportiert hatten. Das Baumaterial wurden zu einem grossen Teil aus dem baden-durlachischen Oberamt Rötteln durch dessen Bewohner in Fronarbeit nach Basel gebracht. Die Ziegeleien im Oberamt Rötteln durften ihre Produkte nicht mehr frei verkaufen, sondern mussten dem Markgrafen ein Vorkaufsrecht einräumen. Die Natursteine wurden in Steinen gebrochen und zum Teil aus den Überresten des nach dem Frieden von Rijswijk geschleiften rechtsrheinischen Brückenkopfes der Festung Hüningen gewonnen. Das Bauholz wurde in den Wäldern von Sitzenkirch, Feuerbach, Niedereggenen und Sulzburg geschlagen und in den Sägewerken von Kandern und Badenweiler zugeschnitten. Sägewerke in Haagen und Brombach hatten zusätzlich einen Vorrat an Dielen zu liefern. Die Belastungen für die Bevölkerung waren so gross, dass der Röttler Landvogt mehrfach den übergeordneten Behörden berichtete eine im gehabten Umfang fortgesetzte Fronpflicht würde die Bearbeitung der Felder gefährden. Dabei wurde nicht nur auf den Zeitaufwand abgestellt, sondern auch auf den Verschleiß der Fuhrwerke und Werkzeuge.
Im September 1698 waren die Arbeiten an den Fundamenten bereits fortgeschritten und es wurde mit Jean Linge ein Bauunternehmer für die Aufrichtung des Rohbaus beauftragt. Im April 1699 wurde auch noch der Brandtmüllerhof abgebrochen, dessen Areal mit für den Bau des neuen Palastes benötigt wurde. Der Rohbau war bereits Ende 1699 fertig, aber der Innenausbau durch den Hüninger Bauunternehmer Amond Jourdain zog sich hin, weil die Bauarbeiten zeitweise auch aus Geldmangel verzögert wurden. Im Vertrag vom September 1700 den Jourdain mit dem Röttler Landvogt Johann Bernhard von Gemmingen abschloss, wurde eine Bauzeit von zwei Jahren vereinbart, aber erst im Jahr 1705 wurde das Gebäude für die Markgrafen von Baden-Durlach fertiggestellt. Mitte Januar konnte die markgräfliche Familie einige Zimmer beziehen und im April 1705 war der Bau vollendet. Von Juli 1701 bis April 1705 war der Portraitmaler Johann Rudolf Huber mit der Bauaufsicht beauftragt.

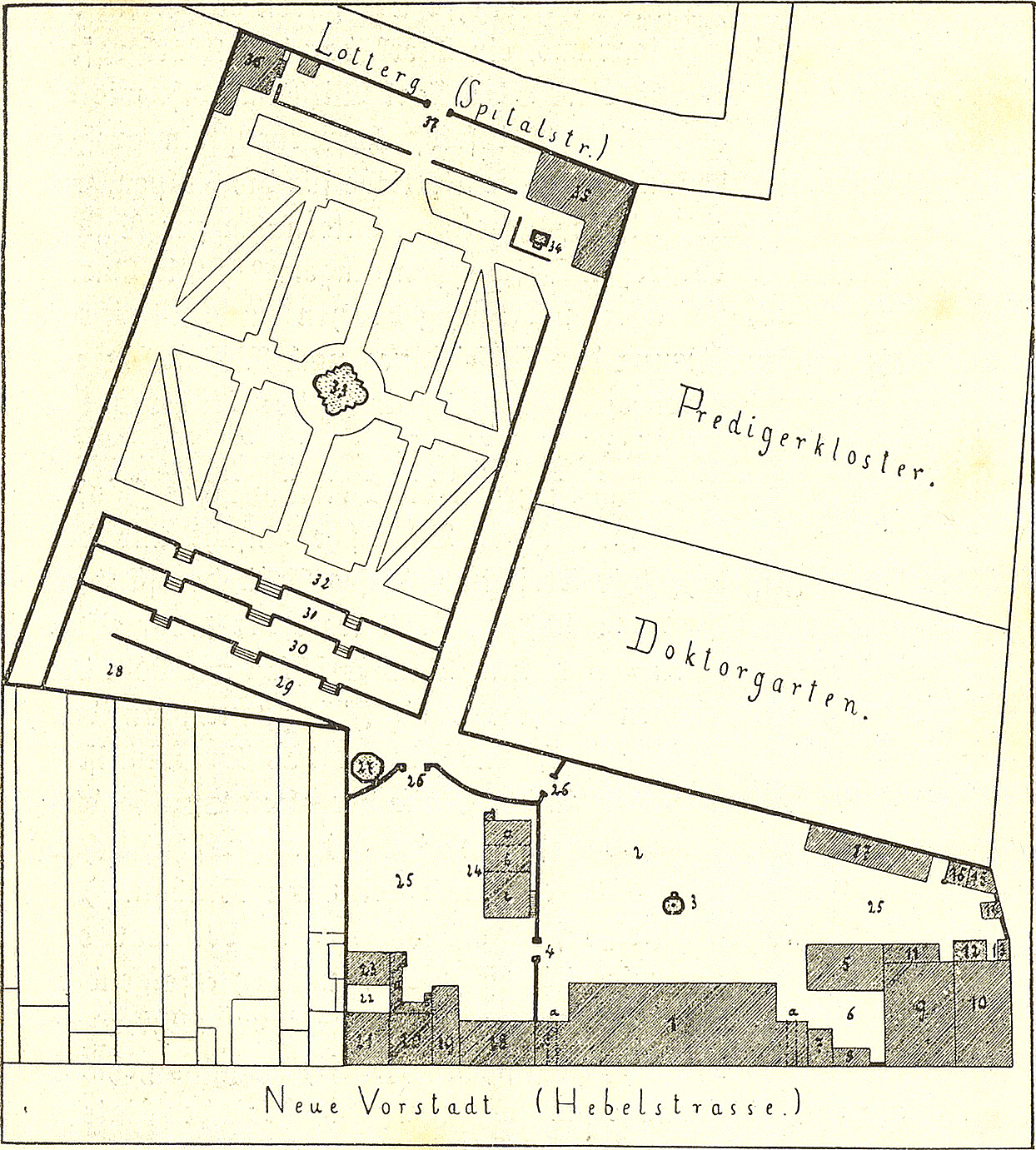
Lageplan des Gebäudeensembles Markgräflerhof um 1740

In den Jahren 1735/36 wurden die benachbarten Grundstücke Thellussonischer Garten, Melkerisches Gut und Burckhardtische Scheune erworben um einen an den Markgräflerhof anschließenden großen Hofgarten zu schaffen. 1736 bis 1739 liess Markgraf Karl III. Wilhelm von Baden-Durlach die neu erworbene Burckhardtische Scheune abreissen und den Markgräflerhof im Westen um einen Flügel mit dem Archiv- und Prinzenbau erweitern.
Nach dem Tod dieses Markgrafen (1738) wurde der Markgräflerhof nur noch für gelegentliche Aufenthalte für Angehörige und Freunde der markgräflichen Familie genutzt. Überdies war er der Aufbewahrungsort für die früher zur Sicherheit hierher verbrachten Sammlungen des Fürstenhauses (Gemäldegalerie, Kunstkabinett, Münzkabinett, Silberkammer, Naturalienkabinett, Archiv und Bibliothek).
Als im Herbst 1743 der damalige baden-durlachische Erbprinz Karl Friedrich auf der Durchreise zu seinem Studienort Lausanne in Basel Station machen sollte, mussten auf Veranlassung der vormundschaftlichen Regierung zuvor „...die in dem Cabinet befindliche scandaleuse Portraits...“ entfernt werden. Karl Friedrichs Großvater, Karl III. Wilhelm, war für Ausschweifungen mit seinen Mätressen bekannt. Auch in Basel hatten diese bei einem Besuch 1720 Aufsehen erregt. 1764 begann die Verlegung der Sammlungen von Basel nach Karlsruhe. Die leeren Räumlichkeiten in Basel wurden teilweise vermietet. Während der Helvetik wurde im Ortmännischen Haus, das 1736 im Tausch erworben wurde, ein Militärspital eingerichtet.
Im Oktober 1807 informierte der Landvogt des Oberamts Rötteln, August von Kalm, im Auftrag des Großherzogs den Rat der Stadt Basel, dass man den Markgräflerhof ganz oder in Teilen verkaufen wolle. Nachdem Basel einen Kauf zunächst abgelehnt hatte, sollte die Liegenschaft im Juli 1808 versteigert werden. Hierbei wurden jedoch aus Sicht des Großherzogtums nur unzureichende Gebote abgegeben und man gelangte nochmals an die Stadt Basel. Für 90 000 Gulden wollte man an die Stadt verkaufen, die ihrerseits Forderungen gegen das Großherzogtum in Höhe von 55 000 Gulden hatte. Baden war durch napoleonischen Kriege und Kontributionen wirtschaftlich völlig ausgeblutet und brauchte Geld, während Basel um den Bestand seiner Forderung fürchten musste. Im Juli 1808 wurde der Markgräflich Badische Hof in Basel durch die Bevollmächtigten des Großherzogs Karl Friedrich an Johannes von der Mühll, Präsidenten des Stadtrats von Basel, verkauft. Das Geschäft kam zustande und am 14. Oktober 1808 wurde der Markgräflerhof an die Stadt übergeben.
Vom 11. bis 16. Juli 1808 erfolgte die Versteigerung der im ehemaligen Palais befindlichen Möbel, Gemälde und sonstigen Gegenstände. Hierzu gehörten auch Altarbilder von Konrad Witz.

### Seit 1808
„Der von der Stadt 1808 angekaufte Markgräflerhof mit zugehörigen Gartenflächen und Nebenbauten bildete zusammen mit dem angrenzenden Areal des ehemaligen Predigerklosters und dem Botanischen Garten der Universität den Grundstock für den Neubau des Basler Bürgerspitals, der ab 1838 nach Plänen von Christoph Riggenbach begann.“
1838 bis 1842 wurde für das Bürgerspital und dessen Verwaltung ein weiterer Trakt angebaut. Zusätzliche Erweiterungen erfolgten 1882 bis 1885 und 1902/1903.
Seit 1960 steht das Ensemble unter Schweizer Denkmalschutz, 1960 fand auch eine umfassende Sanierung der Liegenschaft statt. Seit 2004 dient es dem Universitätsspital als Bürogebäude.
In den Jahren 2012/13 erfolgte eine umfassende Dach- und Fassadensanierung.

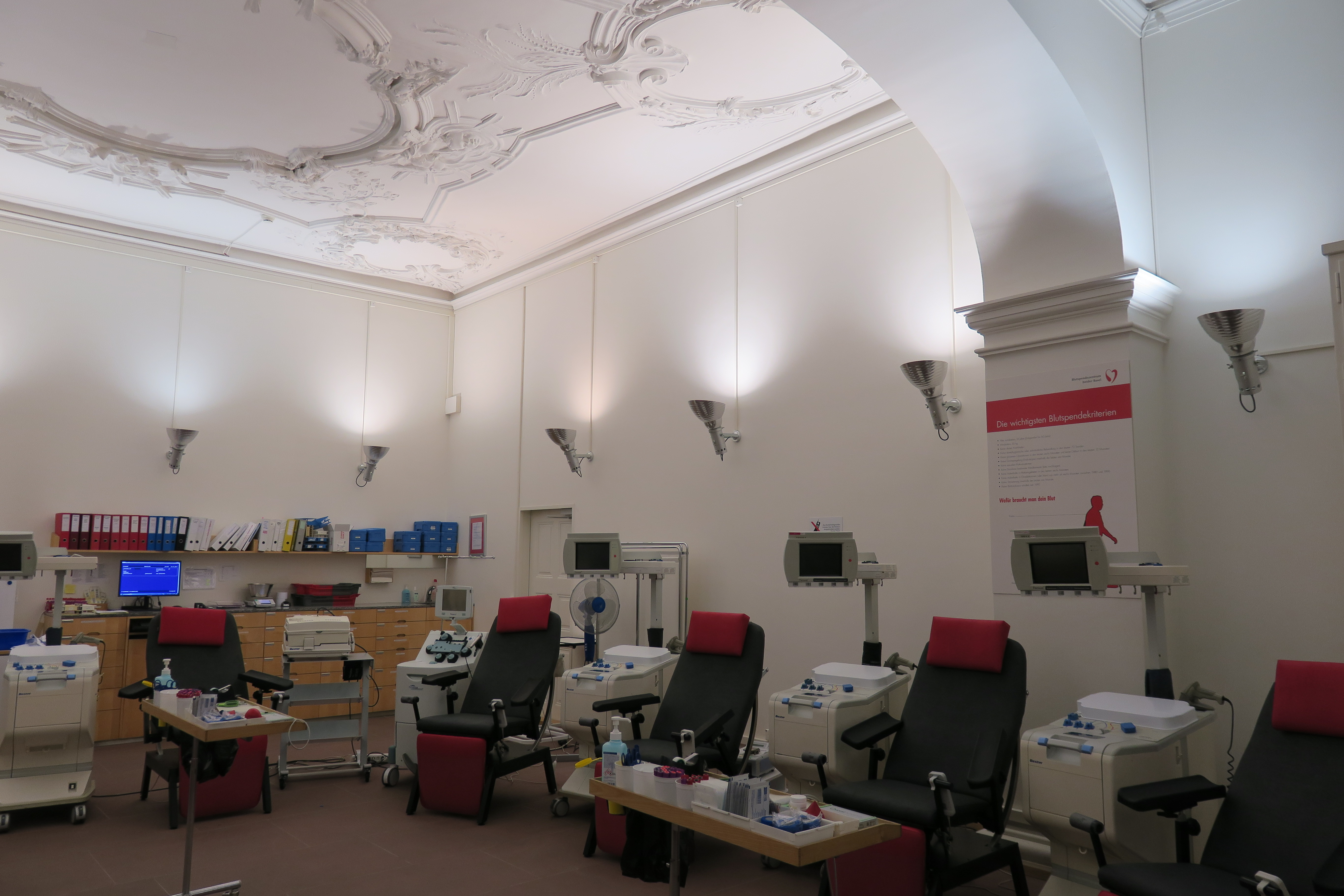
Saal für die Blutspende (ehemalige Kapelle)

Im Erdgeschoss des Gebäudes an der Hebelstrasse 10 befindet sich unter anderem der Blutspendedienst des Schweizerischen Roten Kreuzes. Die Eingangshalle des Markgräflerhofes dient als Verpflegungsstätte für die Blutspender, die ehemalige Kapelle mit den bemerkenswerten Stuckaturen als Saal für die Blutentnahmen.